# Émile Maréchal
Émile Maréchal foi um ciclista francês que representou França nos Jogos Olímpicos de Verão de 1908, realizados na cidade de Londres, onde competiu em quatro provas de ciclismo de pista.